# Леджуно
Леджу̀но (на италиански: Leggiuno; на ломбардски: Leggiün, Леджюн) е малко градче и община в Северна Италия, провинция Варезе, регион Ломбардия. Разположено е на 240 m надморска височина. Населението на общината е 3775 души (към 2017 г.).